# PGC 85581
LEDA/PGC 85581 ist eine Spiralgalaxie vom Hubble-Typ S im Sternbild Pegasus nördlich der Ekliptik, die schätzungsweise 420 Millionen Lichtjahre von der Milchstraße entfernt ist. Im selben Himmelsareal befinden sich u. a. die Galaxien NGC 7720, IC 5341, IC 5342.